# Сілкін Григорій Петрович
Григорій Петрович Сілкін (16 листопада 1898, село Мелекшино Пронського повіту Рязанської губернії, тепер Рязанської області, Російська Федерація — 1964, місто Москва) — радянський державний діяч, 1-й секретар Тамбовського обласного комітету ВКП(б). Член Центральної Ревізійної Комісії ВКП(б) у березні 1939 — лютому 1941 року. Депутат Верховної ради Російської РФСР 1-го скликання.

## Життєпис
Народився в родині робітника-пильщика. У 1911 році закінчив чотири класи школи села Мелекшино Пронського повіту Рязанської губернії.
У вересні 1913 — травні 1915 року — учень кравця в кустаря Сілкіна в селі Мелекшино.
У травні 1915 — лютому 1917 року — робітник ситценабивної фабрики Альберта Гюбнера в Москві. У 1916 році закінчив п'ятий і шостий класи робітничої вечірньої школи в Москві.
У лютому 1917 — лютому 1918 року — рядовий 2-го фортечного артилерійського полку російської армії.
У лютому 1918 — січні 1919 року — шляховий робітник Рязано-Уральської залізниці на станції Мавринка Саратовської губернії.
У січні — червні 1919 року — червоноармієць вартової роти при 1-му Рязанському піхотному батальйоні РСЧА в місті Рязані. У червні 1919 — січні 1921 року — червоноармієць 2-ї Московської важкої артилерійської бригади в Москві.
У січні 1921 — липні 1922 року — завідувач зброї Рязанського територіального полку. У липні 1922 — січні 1923 року — завідувач зброї Рязанського губернського військового комісаріату.
У січні 1923 — квітні 1924 року — голова сільської ради села Урицьке Спаського повіту Рязанської губернії.
У квітні 1924 — червні 1925 року — голова сільськогосподарської кооперації села Урицьке Спаського повіту Рязанської губернії.
У червні 1925 — вересні 1930 року — робітник, редактор газети ситценабивної фабрики імені Свердлова в Москві.
Одночасно у 1928 році закінчив робітничий університет і підготовчі курси при вищих державних літературних курсах у Москві.
Член ВКП(б) з березня 1929 року.
У вересні 1930 — липні 1933 року — студент 1-го Московського державного університету (Московського редакційно-видавничого інституту).
У липні 1933 — вересні 1935 року — редактор історико-партійної літератури Критико-бібліографічного інституту видавництва Об'єднання державних книжково-журнальних видавництв (ОГИЗ).
У вересні 1935 — лютому 1938 року — слухач відділення літератури Інституту червоної професури, критик-редактор.
У січні 1938 року — інструктор відділу керівних партійних органів ЦК ВКП(б).
У лютому — 15 березня 1938 року — 3-й секретар Організаційного бюро ЦК ВКП(б) по Тамбовській області. 19 березня — травень 1938 року — 3-й секретар Тамбовського обласного комітету ВКП(б).
У травні — липні 1938 року — 2-й секретар Тамбовського обласного комітету ВКП(б).
У липні 1938 — березні 1940 року — 1-й секретар Тамбовського обласного комітету ВКП(б).
У червні 1940 — вересні 1941 року — директор видавництва «Искусство» в Москві.
У вересні 1941 — лютому 1943 року — начальник політичного відділу Одеського артилерійського училища в місті Сухой Лог Свердловської області.
У лютому — вересні 1943 року — слухач курсів удосконалення вищого політичного складу в місті Белібей Башкирської АРСР.
У вересні 1943 — червні 1944 року — заступник начальника політичного відділу 20-ї армії 3-го Прибалтійського фронту.
У червні 1944 — березні 1945 року — заступник начальника політичного відділу Приморської армії.
У березні 1945 — серпні 1946 року — заступник начальника політичного відділу 18-ї повітряної армії авіації далекої дії.
У серпні 1946 — січні 1947 року — не працював, проживав у Москві.
У січні — червні 1947 року — заступник головного редактора видавництва «Госполитиздат» у Москві.
У червні 1947 — грудні 1949 року — відповідальний секретар, відповідальний редактор, член редакційної колегії журналу Московського комітету ВКП(б) «Московский пропагандист».
У грудні 1949 — липні 1950 року — аспірант-дисертант Московського державного університету імені Ломоносова.
З липня 1950 року — член редакційної колегії, завідувач відділу критики і художньої прози журналу «Советская литература».
Помер у 1964 році в Москві.

## Звання
- підполковник

## Нагороди
- ордени
- медаль «За взяття Берліна»
- медаль «За перемогу над Німеччиною у Великій Вітчизняній війні 1941—1945 рр.»
- медалі